# Ekateríni Szakellaropúlu
Ekateríni Szakellaropúlu (Αικατερίνη Σακελλαροπούλου) (Szaloniki, 1956. május 30. –) görög jogász és bíró.
A görög parlament 2020. január 22-én választotta elnökévé a 300 szavazatból 261 szavazattal.